# Stefan Franciszok
Stefan Franciszok, pseud. Robert (ur. 20 listopada 1900 w Toruniu, zm. po 30 maja 1944 we Wrocławiu) – działacz komunistyczny i związkowy, uczestnik ruchu oporu we Francji, przedstawiciel Komitetu Centralnego PPR na Górnym Śląsku i w Zagłębiu Dąbrowskim.
Syn Józefa. Skończył 6 klas szkoły powszechnej, później był czeladnikiem piekarskim w Toruniu. W latach 1920–1922 odbywał służbę wojskową, po czym wyjechał w poszukiwaniu pracy do Francji, gdzie po krótkiej pracy w piekarni i cukierni został górnikiem w kopalni węgla "VI Lens" w Elen. Od 1924 działacz francuskich związków zawodowych, w których był przewodniczącym sekcji polskiej, oraz MOPR i polskich organizacji oświatowych. Członek FPK od 1934, sekretarz grupy partyjnej w kopalni. W 1936 współorganizował i kierował wielkim strajkiem okupacyjnym w sektorze Lens. Współzałożyciel "Dziennika Ludowego" i członek jego komisji redakcyjnej, oraz Komitetu Przyjaciół "Dziennika Ludowego" w Pas-de-Calais. Delegat na IX Kongres FPK w Arles w grudniu 1937. Uczestnik francuskiego komunistycznego ruchu oporu. Członek tzw. trójki okręgowej Polskich Grup Językowych przy FPK. Organizator strajków i walki zbrojnej, agitator. Współorganizator strajku górników w listopadzie 1940 i generalnego strajku górników w maju 1941. Pod koniec 1941 został członkiem trójki kierownictwa centralnego Polskich Grup Językowych i redaktorem ich pisma "Nasza Walka". Od grudnia 1942 kierownik trójki centralnej. Nawiązał kontakt z PPR i organizował przerzut polskich komunistów do kraju, a 14 kwietnia 1943 sam został przerzucony na czele 7-osobowej grupy. Najpierw przebywał w Warszawie, a od sierpnia 1943 działał w Zagłębiu i na Śląsku jako przedstawiciel KC PPR. W Bielskim Okręgu PPR na czoło komitetu wysunął najaktywniejszych i najbardziej zdecydowanych działaczy na miejsce działaczy przesadnie ostrożnych. Doprowadził do zorganizowania V (Śląskiego) Obwodu PPR powstałego formalnie 15 marca 1944 wraz ze Sztabem Obwodu AL. Zaplanował i dowodził kilkoma akcjami. 30 maja 1944 wraz z innymi działaczami został aresztowany i osadzony we wrocławskim więzieniu, gdzie został poddany brutalnemu śledztwu, a później zginął. W 1969 jego imieniem nazwano szkołę podstawową nr 19 w Katowicach.